# Isabella Sandri
Isabella Sandri (Rovigo, 20 novembre 1957) è una regista cinematografica italiana.

## Biografia
Interessata soprattutto alla pittura e alle arti visive, si laurea al DAMS, scegliendo l'indirizzo arte, alla facoltà di lettere e filosofia di Bologna; in seguito si diploma in regia al Centro sperimentale di cinematografia di Roma, frequentando anche il gruppo Ipotesi Cinema ideato da Ermanno Olmi a Bassano del Grappa.
Negli anni ottanta gira alcuni cortometraggi come Paesaggio domestico, Anita e La vestaglia rosa (prodotto da Rai Uno e da Ipotesi Cinema), e dei documentari, come Joannis Amaelii: animula vagula blandula e Calcinacci, che vince nel 1990 al Torino Film Festival il premio Spazio Italia e viene invitato al Cinéma du Réel di Parigi e al Festival di Rotterdam. Partecipa come regista al film collettivo Italia '90 - Lavori in corso sull'Italia durante il campionato mondiale di calcio 1990. In quegli anni gira anche dei filmati su donne artiste e intellettuali prodotti dalla RAI (tra cui Diario in poesia sulla poetessa Antonia Pozzi, La divina Claudia sulla cantante lirica Claudia Muzio, Elvira Notari e Ricordo di Virginia, sulla scrittrice Virginia Woolf).
Dal 1992 al 1995 è impegnata nella realizzazione del suo primo lungometraggio, Il mondo alla rovescia; il film viene invitato al Festival di Locarno e tra i tanti anche ai festival di Rotterdam, Karlovy Vary, Torino, San Paolo e San Pietroburgo. Nel 1997 gira un documentario in Ruanda, Gli spiriti delle mille colline, che viene proiettato alla Biennale di Venezia e ottiene il Silver Spire Award al San Francisco Film Festival e il secondo Premio "Libero Bizzarri" al Premio Nazionale del Documentario Italiano. Nel 1997 viene anche portato a termine il film di Giuseppe M. Gaudino Giro di lune tra terra e mare di cui è produttrice e co-sceneggiatrice; il film è invitato in concorso alla Biennale di Venezia e vince numerosi premi in vari festival nel mondo, divenendo il primo film italiano a vincere il Tiger Award al International Film Festival Rotterdam. Nel 1999 gira, sempre con Gaudino, La casa dei limoni, un documentario co-prodotto dalla Rai.
Il suo secondo film lungometraggio è del 2000, Animali che attraversano la strada; ambientato nelle periferie di Roma e frutto di una collaborazione con la Rai, viene invitato alla Biennale di Venezia, nella sezione ufficiale "Cinema del Presente". Partecipa inoltre a numerosi festival (Sydney, Karlovy Vary, Paris, Villerupt). Nel 2001 gira il documentario I quaderni di Luisa, che fa parte della serie prodotta da Nanni Moretti e Angelo Barbagallo I diari della Sacher, ispirata a storie vere dell'Archivio Diaristico Nazionale di Pieve Santo Stefano. Il documentario viene invitato alla Biennale di Venezia del 2001. Nel 2003 presenta al Festival di Torino La zattera di sabbia, un documentario sulle ultime tribù tuareg del nord del Mali sopravvissute alla siccità; al festival vince il Premio Speciale della Giuria, presieduta da Vittorio De Seta.
Dal 2003 al 2005 realizza con Giuseppe M. Gaudino un film documentario prodotto dalla Fandango, Maquilas, che viene presentato al Festival di Torino, dove vince il Premio Speciale della Giuria e il premio Cipputi, come miglior documentario sul mondo del lavoro. Dello stesso periodo è Corpi & anticorpi - Diario da Cancun sull'anti-vertice del WTO tenutosi a Cancún nel 2003, dove si è ucciso Lee Kyung Hae, il rappresentante sindacale dei contadini e pescatori della Corea del Sud. Del 2003 è Scalo a Baku, degli appunti di viaggio estemporanei nella capitale azera, co-firmato con Gaudino, con il quale realizza un film documentario Storie d'armi e di piccoli eroi.
Dal 2007 al 2010 è impegnata nella realizzazione del film-documentario Per questi stretti morire (Cartografia di una passione) sull'esploratore cineasta e fotografo Alberto Maria De Agostini; il film-documentario viene selezionato alla Biennale di Venezia del 2010, nella sezione competitiva internazionale "Orizzonti". Vince il Premio "Città di Imola" come miglior film italiano al Trento Filmfestival e il Premio Speciale della Giuria al 18º Premio Libero Bizzarri 2011. Esiste il film-documentario sul lavoro di Sandri e Gaudino dal titolo Les Champs brûlants di Catherine Libert e Stefano Canapa, presentato al 63º Festival del film di Locarno 2010 e vincitore del Premio Speciale della Giuria alla 29ª edizione del Torino Film Festival.

## Filmografia
- Paesaggio domestico (1983)
- Anita (1985)
- La vestaglia rosa (1987)
- Diario in poesia (1988)
- La divina Claudia (1988)
- Elvira Notari, pioniera del cinema napoletano (1989)
- Ricordo di Virginia (1989)
- Italia '90 – Lavori in corso (film collettivo, 1990)
- Calcinacci (co-regia con Giuseppe M. Gaudino, 1990)
- Il mondo alla rovescia (1995)
- Gli spiriti delle mille colline (1997)
- La casa dei limoni (co-regia con Giuseppe M. Gaudino, 1999)
- Animali che attraversano la strada (2000)
- I quaderni di Luisa (2001)
- La zattera di sabbia (2003)
- Scalo a Baku (co-regia con Giuseppe M. Gaudino 2003)
- Maquilas (co-regia con Giuseppe M. Gaudino, 2004)
- Storie d'armi e di piccoli eroi (co-regia con Giuseppe M. Gaudino, 2008)
- Per questi stretti morire (Cartografia di una passione) (co-regia con Giuseppe M. Gaudino, 2010)
- Un confine incerto (2019)

## Riconoscimenti
- 2011 Premio Speciale della Giuria a Per questi stretti morire (Cartografia di una passione) alla 18ª edizione Premio Libero Bizzarri
- 2011 Premio Città di Imola come miglior film italiano a Per questi stretti morire (Cartografia di una passione) al Film Festival di Trento
- 2004 Premio Speciale della Giuria a Maquilas al 22° Torino Film Festival
- 2004 Premio Cipputi come Miglior Documentario sul Mondo del Lavoro a Maquilas al 22° Torino Film Festival
- 2003 Premio Speciale della Giuria a La zattera di sabbia al 21° Torino Film Festival
- 2001 Premio Caracalla d'Oro come miglior film a Animali che attraversano la strada al 6° International Film Festival of Tebessa
- 2000 Menzione Speciale C.I.C.A.E. a Animali che attraversano la strada al Festival du Cinema Italien d'Annecy
- 1998 2º Premio Libero Bizzarri a Gli spiriti delle mille colline alla 5ª edizione del Premio Nazionale del Documentario italiano
- 1997 Silver Spire Award a Gli spiriti delle mille colline al San Francisco Film Festival
- 1990 Premio Spazio Italia a Calcinacci all'8º Festival Internazionale Cinema Giovani di Torino